# Moon/Blossom
Pour les articles homonymes, voir Moon et Blossom.
Singles de Ayumi Hamasaki
You Were.../Ballad
(2009) Crossroad
(2010)
Singles de Ayumi Hamasaki
You Were.../Ballad
(2009) Crossroad
(2010)
Moon / Blossom et Blossom / Moon (écrit : MOON / blossom et blossom / MOON) sont deux singles similaires de Ayumi Hamasaki, considérés comme deux versions d'un même single, son 48e en excluant ré-éditions, remixes, singles digitaux, et son tout premier single sorti sous un autre label.

## Présentation
Les deux singles sortent simultanément le 14 juillet 2010 au Japon sous le label Avex Trax, produits par Max Matsuura. Ils sortent six mois après le précédent single de la chanteuse, You Were.../Ballad. Ce sont des singles « double face A » qui contiennent les deux mêmes chansons inédites et leurs versions instrumentales, avec des pochettes, un ordre des titres et des titres bonus différents ; l'un d'eux sort aussi en version « CD+DVD ». Considérés comme un même single, en cumulant leurs ventes, ils atteignent la 1re place du classement de l'Oricon, se vendent à 70 568 exemplaires la première semaine, et restent classés pendant douze semaines, pour un total de 96 490 exemplaires vendus durant cette période.
La version du single intitulée Moon / Blossom contient les deux chansons inédites et leurs versions instrumentales, plus en bonus une version remixée de la chanson Microphone et une version orchestrale de la chanson Last Links, toutes deux parues dans leur version originale sur le précédent album de la chanteuse, Rock 'n' Roll Circus. Une version "CD+DVD" homonyme sort également avec une pochette différente, avec les mêmes titres moins la version de Last Links, et un DVD supplémentaire contenant le clip vidéo de la chanson Moon et son "making of". Une autre version "CD seul" homonyme avec une pochette différente sort en « édition spéciale » limitée, vendue seulement sur place lors des concerts, contenant uniquement les deux chansons-titres sans les instrumentaux ni titres bonus.
La version du single intitulée Blossom / Moon contient quant à elle les deux chansons inédites et leurs versions instrumentales dans un ordre inversé, plus en bonus une version remixée de la chanson Don't Look Back et une version orchestrale de la chanson Meaning of Love, toutes deux également parues dans leur version originale sur le dernier album. Une version "CD+DVD" homonyme était prévue à l'origine, mais fut annulée à la suite de la suspension du clip vidéo de la chanson Blossom ; celui-ci paraitra cependant le mois suivant sur le DVD du single suivant, Crossroad.
Les deux chansons-titres ont servi de thèmes musicaux pour des campagnes publicitaires : Moon pour la marque Honda, et Blossom pour la marque Zespri. Elles figureront sur l'album Love Songs qui sortira cinq mois plus tard. La chanson Moon sera aussi remixée sur l'album Ayu-mi-x 7 presents ayu trance 4 de 2011.

## Liste des titres

### Moon/Blossom
Toutes les paroles sont écrites par Ayumi Hamasaki.
| 1. | Moon (Original Mix) (MOON...)                      | Yasuhiko Hoshino                   | 5:47 |
| 2. | Blossom (Original Mix) (blossom...)                | Yasuhiko Hoshino                   | 4:07 |
| 3. | Microphone (The Lowbrows remix)                    | Yuta Nakano / remix : The Lowbrows | 3:47 |
| 4. | Last Links (Orchestra version)                     | Tetsuya Yukumi                     | 4:43 |
| 5. | Moon (Original Mix -Instrumental-) (MOON...)       | Yasuhiko Hoshino                   | 5:47 |
| 6. | Blossom (Original Mix -Instrumental-) (blossom...) | Yasuhiko Hoshino                   | 4:05 |

| 1. | Moon (Original Mix) (MOON...)       | Yasuhiko Hoshino | 5:47 |
| 2. | Blossom (Original Mix) (blossom...) | Yasuhiko Hoshino | 4:07 |

| 1. | Moon (Original Mix) (MOON...)                      | Yasuhiko Hoshino                   | 5:47 |
| 2. | Blossom (Original Mix) (blossom...)                | Yasuhiko Hoshino                   | 4:07 |
| 3. | Microphone (The Lowbrows remix)                    | Yuta Nakano / remix : The Lowbrows | 3:47 |
| 4. | Moon (Original Mix -Instrumental-) (MOON...)       | Yasuhiko Hoshino                   | 5:47 |
| 5. | Blossom (Original Mix -Instrumental-) (blossom...) | Yasuhiko Hoshino                   | 4:05 |

| 1. | Moon (vidéo clip) | 5:55 |
| 2. | Moon (making of)  | 3:55 |

### Blossom/Moon
| 1. | Blossom (Original Mix) (blossom...)                               | Yasuhiko Hoshino | 4:07 |
| 2. | Moon (Original Mix) (MOON...)                                     | Yasuhiko Hoshino | 5:47 |
| 3. | Don't Look Back (Reggae Disco Rockers remix) (Don't look back...) | Yuta Nakano      | 4:43 |
| 4. | Meaning of Love (Acoustic Piano version) (meaning of Love...)     | Tetsuya Yukumi   | 5:22 |
| 5. | Moon (Original Mix -Instrumental-) (MOON...)                      | Yasuhiko Hoshino | 5:47 |
| 6. | Blossom (Original Mix -Instrumental-) (blossom...)                | Yasuhiko Hoshino | 4:05 |